# Musée de la Musique (Bâle)
Le musée de la Musique (Musikmuseum en allemand) est situé dans l’ancienne prison Lohnhof à Bâle. Le musée a ouvert ses portes en l’an 2000 et abrite la plus grande collection d’instruments de musique de Suisse.
Il présente cinq siècles d’histoire de la musique européenne en trois thématiques : instruments du 16e au XXe siècle ; concert, choral et danse ; parades, fêtes et signaux.
Un système d’information multimédia permet de découvrir le son des instruments.